# Assja Turgenieff
Assja Turgenieff (russisch Анна Алексеевна Тургенева; * 12. Mai 1890 in Moskau; † 16. Oktober 1966 in Arlesheim) war eine russisch-schweizerische Grafikerin, Glasschleiferin und Eurythmistin. Sie war eine Großnichte des russischen Schriftstellers Iwan Turgenew.
Mit ihrem Mann, dem Symbolisten Andrei Bely, den sie am 23. März 1914 in Bern standesamtlich geheiratet hatte, lebte sie als Anthroposophin ab 1914 in Dornach, wo sie beide am Bau des ersten Goetheanums mithalfen. Sie schuf für beide Bauwerke die Motive der farbigen Glasfenster.
Bely musste 1916 wegen einer Einberufung nach Russland zurückkehren. Assja blieb in der Schweiz. 1921 traf sich das Paar in Berlin, wohin Bely emigriert war, zu einer Aussprache, die mit der endgültigen Trennung endete.
Assja widmete sich weiterhin der Anthroposophie und der Arbeit am Goetheanum, wo sie sich vermehrt der Eurythmie widmete und auch weiterhin als Grafikerin tätig war.

## Werke
- Die Goetheanum Fenster-Motive, Dornach 1935
- Motive aus den Christgeburtsspielen, Dornach 1937
- Rudolf Steiner über das Hell-Dunkel, Dornach 1947
- Was wird mit dem Goetheanum-Bau geschehen?, Basel 1956
- Was ist mit dem Goetheanumbau geschehen?, Basel 1957
- Rudolf Steiners Entwürfe für die Glasfenster, Dornach 1961
- Erinnerungen an Rudolf Steiner und die Arbeit am ersten Goetheanum. Freies Geistesleben, Stuttgart 1972; 3. A. 1993, ISBN 3-7725-0614-3

Ihre Mitarbeit am Goetheanum ist dokumentiert in:
- Die Goetheanum-Fenster. Sprache des Lichtes. Entwürfe und Studien. Mit Wortlauten Rudolf Steiners, Berichten über die Arbeit an den Fenstern und Radierungen von Assja Turgenieff sowie einer Bilddokumentation über die Entstehung der Fenster im ersten und zweiten Goetheanum (je ein Text- und Bildband). Rudolf Steiner Verlag (GA K 12), Dornach 2. erw. A. 1996, ISBN 3-7274-3601-8